# The Stranger (album de Billy Joel)
Pour les articles homonymes, voir The Stranger.
Albums de Billy Joel
Turnstiles
(1976) 52nd Street
(1978)
The Stranger est le cinquième album studio de Billy Joel sorti le 29 septembre 1977 chez Columbia Records.

## Historique
Après le succès de Piano Man en 1973, Billy Joel rencontre par la suite des ventes décevantes avec ses albums suivants. Mais c'est avec The Stranger qu'il va rencontrer son plus grand succès, notamment avec le titre Just the Way You Are, écrit comme un cadeau d'anniversaire pour sa première épouse, Elizabeth Weber, qui devient un tube aux États-Unis et récompensée d'un Grammy Award de la chanson de l'année en 1978.
D'autres titres furent sortis en singles - Movin' Out (Anthony Song), Only the Good Die Young, She's Always a Woman et The Stranger (sorti uniquement au Japon et en Australie) - mais rencontrèrent un succès moindre.

## Titres
1. Movin' Out (Anthony's Song) – 3:30
2. The Stranger – 5:10
3. Just the Way You Are – 4:52
4. Scenes from an Italian Restaurant – 7:37
5. Vienna – 3:34
6. Only the Good Die Young – 3:55
7. She's Always a Woman – 3:21
8. Get It Right the First Time – 3:57
9. Everybody Has a Dream/The Stranger (Reprise) – 6:38

## Classements
| Classement (1978)             | Meilleure place |
| ----------------------------- | --------------- |
| Australie (Kent Music Report) | 3               |
| Canada (RPM Albums Chart)     | 2               |
| Pays-Bas (Mega Albums Chart)  | 36              |
| France (SNEP)                 | 15              |
| Italie (FIMI)                 | 21              |
| Japon (Oricon)                | 3               |
| Nouvelle-Zélande (RIANZ)      | 2               |
| Royaume-Uni (UK Albums Chart) | 24              |
| États-Unis (Billboard 200)    | 2               |

| Classement (2008) | Meilleure place |
| ----------------- | --------------- |
| Japon (Oricon)    | 28              |

| Classement (1978)             | Meilleure position |
| ----------------------------- | ------------------ |
| Australie (Kent Music Report) | 5                  |
| Canada (RPM Albums Chart)     | 2                  |
| Italie (FIMI                  | 73                 |
| Japon (Oricon)                | 12                 |
| États-Unis (Billboard 200)    | 4                  |

| Classement (1979)          | Meilleure place |
| -------------------------- | --------------- |
| États-Unis (Billboard 200) | 18              |